# Dominique Bachelet
 (mai 2023).
 (mai 2023).
La mise en forme du texte ne suit pas les recommandations de Wikipédia : il faut le « wikifier ».
Les points d'amélioration suivants sont les cas les plus fréquents. Le détail des points à revoir est peut-être précisé sur la page de discussion.
- Les titres sont pré-formatés par le logiciel. Ils ne sont ni en capitales, ni en gras.
- Le texte ne doit pas être écrit en capitales (les noms de famille non plus), ni en gras, ni en italique, ni en « petit »…
- Le gras n'est utilisé que pour surligner le titre de l'article dans l'introduction, une seule fois.
- L'italique est rarement utilisé : mots en langue étrangère, titres d'œuvres, noms de bateaux, etc.
- Les citations ne sont pas en italique mais en corps de texte normal. Elles sont entourées par des guillemets français : « et ».
- Les listes à puces sont à éviter, des paragraphes rédigés étant largement préférés. Les tableaux sont à réserver à la présentation de données structurées (résultats, etc.).
- Les appels de note de bas de page (petits chiffres en exposant, introduits par l'outil «  Source ») sont à placer entre la fin de phrase et le point final[comme ça].
- Les liens internes (vers d'autres articles de Wikipédia) sont à choisir avec parcimonie. Créez des liens vers des articles approfondissant le sujet. Les termes génériques sans rapport avec le sujet sont à éviter, ainsi que les répétitions de liens vers un même terme.
- Les liens externes sont à placer uniquement dans une section « Liens externes », à la fin de l'article. Ces liens sont à choisir avec parcimonie suivant les règles définies. Si un lien sert de source à l'article, son insertion dans le texte est à faire par les notes de bas de page.
- La présentation des références doit suivre les conventions bibliographiques. Il est recommandé d'utiliser les modèles {{Ouvrage}}, {{Chapitre}}, {{Article}}, {{Lien web}} et/ou {{Bibliographie}}. Le mode d'édition visuel peut mettre en forme automatiquement les références.
- Insérer une infobox (cadre d'informations à droite) n'est pas obligatoire pour parachever la mise en page.

Pour une aide détaillée, merci de consulter Aide:Wikification.
Si vous pensez que ces points ont été résolus, vous pouvez retirer ce bandeau et améliorer la mise en forme d'un autre article.
Dominique Bachelet est scientifique senior en changement climatique et professeure associée à l'Oregon State University.

## Biographie

### Enfance, éducation et débuts
Bachelet passe la majeure partie de son parcours universitaire en France à étudier la biologie végétale, l'écologie et la pathologie. Elle obtient un DEUG B (Diplôme d'études universitaires générales) en 1976 à l'Université des Sciences et Techniques. En 1978, elle valide une maîtrise en biologie végétale et en 1979, termine son DEA (Diplôme d'études approfondies). Elle passe son doctorat en 1983 à l'Université d'État du Colorado.

### Carrière
Bachelet est écologiste quantitative de 1988 à 1994 au laboratoire de recherche environnementale de l'Environmental Protection Agency à Corvallis. Elle travailler à l'Oregon State University en 1988, en qualité de professeure associée dans les domaines du changement climatique, des incendies et de l'écologie. Pendant son séjour à l'OSU, elle est également directrice de la science du changement climatique de 2007 à 2008 au Nature Conservancy, puis en 2009, elle devient  responsable scientifique du changement climatique au Conservation Biology Institute. De 2013 à 2015, elle donne des dizaines de présentations à des organisations de sciences environnementales parlant du changement climatique et de ses impacts sur l'écosystème.
Elle travaille pour rendre la science plus accessible, en créant des ressources Web avec diverses organisations scientifiques,. Elle retourne à l'Oregon State University en 2017, mais a poursuivi son travail de sensibilisation, obtenant des informations précieuses pour les étudiants, les scientifiques et les universitaires.

## Travaux
Bachelet est connue pour ses travaux axés sur les impacts du changement climatique et des perturbations associées sur la végétation et les bilans de carbone, par exemple, son travail faisait partie du premier modèle dynamique global de végétation MC1. Ses contributions au domaine de la "science du changement climatique, en particulier en utilisant la modélisation de simulation de la réponse de l'écosystème au changement environnemental" sont à la base de son élection en tant que membre de l'American Association of the Advancement of Science. Son travail de modélisation est essentiel pour faire progresser les modèles de feu mondiaux et comprendre les multiples interactions entre la biosphère et l'atmosphère.
Bachelet travaille dans un certain nombre de projets de collaboration avec l'État de l'Oregon, l'Institut de biologie de la conservation et le bassin de données, qui visent à communiquer des informations sur le changement climatique à la communauté.
- Emballage des informations utilisables sur le changement climatique pour l'armoise (2015)[6]
- Outil de sélection de lots de semences climato-intelligents (2016), Création d'outils climatiques utiles et utilisables (2016) [7],[8]
- Gestionnaires d'armoise et outils sur le changement climatique (2014) [9]
- Création d'un indice de vulnérabilité des sols pour identifier les zones sensibles à la sécheresse (2011 à 2013)[10]
- Estimation des pools et des flux de carbone à l'aide d'une DGVM avec affectation des sols prescrite : contribution du MC1 au projet Land Carbon (2012 à 2016) [11]
- Scénarios intégrés du climat, de l'hydrologie et de la végétation pour le nord-ouest et projection des effets futurs de la gestion des terres, des perturbations naturelles et du CO 2 sur l' empiétement ligneux dans les grandes plaines du nord dans un climat changeant (2012 à 2014)[12],[13]
- Vulnérabilité des sols au climat futur dans la coopérative de conservation du paysage des Rocheuses du Sud, avec des implications pour le changement de la végétation et le cycle de l'eau (2015)

## Prix et distinctions
- Membre de l'Association américaine pour l'avancement des sciences, 2017[1]
- À l'Oregon State University, elle a remporté le prix des services de 10, 20 et 25 ans pour ses contributions au campus[1].

## Vie privée
Dominique Bachelet parle français et anglais. Bien qu'elle soit souvent occupée par ses recherches sur le terrain, elle aime les activités de plein air comme la randonnée, le vélo et le kayak de mer.